# Carlos Bosch
Carlos Bosch (Buenos Aires, 1945 – 22 de juny de 2020) va ser un periodista gràfic influent i representatiu dels mitjans de comunicació de Catalunya i Espanya des del 1976 fins al 1987. El fotògraf va marxar de l'Argentina a l'exili el 1976, amenaçat de mort pel seu compromís amb l'esquerra en els moments previs al cop d'estat de la junta militar, i es va traslladar a Catalunya.
Bosch va ser cofundador, redactor en cap de Fotografia i editor gràfic del diari El Periódico de Catalunya, redactor en cap i editor gràfic de la revista Interviú, i també va ser fotògraf de la redacció a Barcelona del diari El País.